# Clase Wave
La Clase Wave de buques de aprovisionamiento de la Royal Fleet Auxiliary (RFA) consiste del Wave Knight (2003) y del Wave Ruler (2003). Son buques tanque de 30 000 t de desplazamiento.

## Desarrollo
La Clase Wave fue construida para sustituir a los buques tanque RFA Olwen y RFA Olna. Ambos RFA Wave Knight y RFA Wave Ruler fueron comisionados en 2003.

## Características
Buque tanque de flota de 30 000 t de desplazamiento; propulsión diésel-eléctrica de 2× motores eléctricos Alstom 7 MW y 4× generadores diésel Wärtsilä 4,7 MW (velocidad 18 nudos y autonomía 8000 mn) además de 1× generador auxiliar Wärtsilä; tiene una capacidad 616 000 m³ de combustible; y de armas carga 2× cañones de 30 mm y 1× Phalanx CIWS de 20 mm; la tripulación de 62 a 80 además de 22 militares RN o RM.

## Unidades
| Nombre          | n.º  | constructor | puesta en gradas | botada | asignada |
| --------------- | ---- | ----------- | ---------------- | ------ | -------- |
| RFA Wave Knight | A389 | BAE Systems | -                | 2000   | 2003     |
| RFA Wave Ruler  | A390 | BAE Systems | -                | 2001   | 2003     |